# Nemoraea discoidalis
Nemoraea discoidalis är en tvåvingeart som beskrevs av Villeneuve 1916. Nemoraea discoidalis ingår i släktet Nemoraea och familjen parasitflugor. Inga underarter finns listade i Catalogue of Life.